# 第一次反法同盟低地戰場
法兰德斯战役（或稱低地国家战役）發生於1792年4月20日至1795年6月7日，是第一次反法同盟初期的一系列軍事行動。擁護舊制度的國家如：奥地利（包括奧屬尼德蘭）、普魯士、大不列顛王國、荷蘭共和國、漢諾威和黑森-卡塞尔組成了聯盟，在法國邊境皆動員軍隊，意圖入侵并结束法兰西第一共和国。

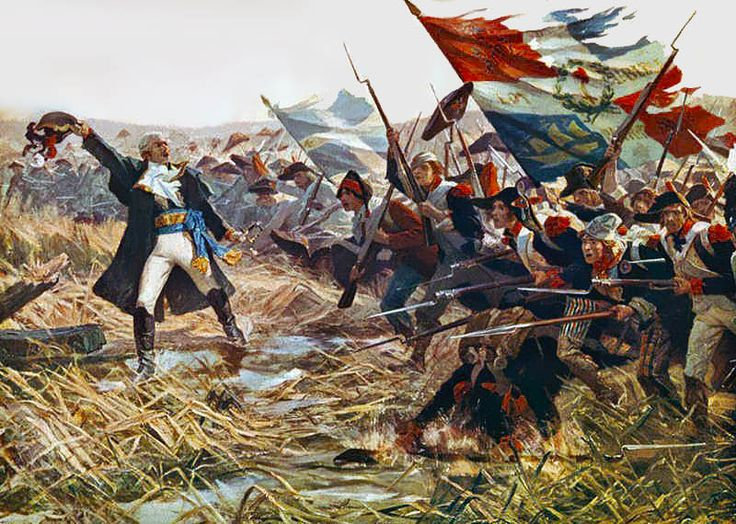
熱馬普戰役的繪畫

法国於1792年11月的熱馬普戰役取得了勝利，隨後聯軍於1793年3月在尼尔温登戰役中取得了重大胜利。在初期行動后，反法同盟的主力集结在了法国-法蘭德斯边境。在这个战区，一支由大不列顛-汉诺威、荷兰、黑森、奥地利和桑布尔河以南的普鲁士军队组成的聯軍面对着法國北方軍，和两支较小的部队，即阿登军和摩泽尔军。盟军在初期取得了几次胜利，但未能突破法国边境堡垒。联军最终因法国的一系列反攻而被迫撤退。
盟军在荷兰和德意志南部建立了新战线，但由于补给不足和普鲁士退出戰爭，他们被迫继续撤退，度过了1794和1795年的严冬。奥軍撤回了莱茵河下游，英軍撤回了汉诺威，他们最终从那里撤离回英國。胜利的法軍得到了来自荷兰的爱国者的帮助，法军向阿姆斯特丹推进，并于1795年初用附庸国巴达维亚共和国取代了荷蘭共和國，而奥属尼德兰和列日主教区则被法兰西共和国吞并。
普鲁士和黑森-卡塞尔通過巴塞尔和约（1795年）承认法国的胜利和佔領的領土。而奧地利直到1797年的莱奥本条约和后来的坎波福爾米奧條約才承認法國對奧屬尼德蘭的佔領。逃往英国的荷兰总督奥兰治亲王威廉五世也拒绝承认巴达维亚共和国，并在命令所有荷兰殖民地暂时接受英國的領導。直到1801年的奥拉宁施泰因信函，他才承认巴达维亚共和国，他的儿子威廉·弗雷德里克接受拿骚-奥兰治-富尔达公国作为失去世袭总督的补偿。

## 註腳
1. ↑  Rodger 2007，第426頁.
2. ↑  Harvey 2007，第126頁.
3. ↑  Holmes 2003，第29頁.
4. ↑  Vetch 1899，第97頁.